# Phalera elegans
Phalera elegans är en fjärilsart som beskrevs av Antonius Johannes Theodorus Janse 1920. Phalera elegans ingår i släktet Phalera och familjen tandspinnare. Inga underarter finns listade i Catalogue of Life.